# Eumillipes persephone
 Eumillipes persephone — вид двопарноногих багатоніжок родини Siphonotidae. Описаний у 2021 році.

## Назва
Його родова назва Eumillipes означає «справжня тисячоніжка», що стосується наявністю у тварини понад 1000 ніг. Видова назва persephone вшановує грецьку богиню Персефону, яка була богинею підземного світу, і вказує на підземний спосіб життя багатоніжки.

## Поширення
Вид поширений у Східних золотих родовищах в Австралії. Вид був вперше зібраний у 2020 році. Виявлений у трьох свердловинах на глибинах від 15 метрів до 60 метрів.

## Опис
Тіло завдовжки до 95 мм і діаметром лише 1 мм. Воно складається з 198—330 сегментів та має до 1306 ніг, що робить його видом з найбільшою кількістю ніг на Землі і це перша багатоніжка, що має понад 1000 ніг. Тіло дуже витягнуте з конусоподібною головою і надзвичайно великими товстими вусами. Забарвлення світлого кремового кольору.